# Tiukka
Tiukka suédois : Tjöck, jusqu'en 1919 commune rurale de Kristiinankaupunki (finnois : Kristiinankaupungin maalaiskunta), est une ancienne municipalité d'Ostrobotnie en Finlande.

## Histoire
Le 1er janvier 1973, Lapväärtti, Siipyy et Tiukka ont été rattachés à Kristiinankaupunki. 
Au 1er janvier 1972, la superficie de Tiukka était de 92,0 km2 et au 31 décembre 1972 elle comptait 808 habitants.